# Tribulation (groupe de thrash metal)
Pour les articles homonymes, voir Tribulation et Pentagram.
Tribulation est un groupe suédois de thrash metal, originaire de Surahammar, actif entre 1986 et 1994.

## Histoire
Le groupe est formé en 1986 sous le nom de Pentagram. Le groupe se composait du chanteur et guitariste Mikael « Toza » Tossavainen, du guitariste Stefan Neuman, du bassiste Daniel Hojas et du batteur Magnus Forsberg qui, selon Daniel Ekeroth, était probablement le plus important tape trader de Suède et donc d'une grande importance pour la scène. Le groupe sort sa première démo Infernal Return en octobre 1986 ; Metalion du fanzine norvégien Slayer aide le groupe à la promotion et distribue des copies gratuites aux fanzines et aux stations de radio. 
La deuxième démo éponyme suit en février 1987, et le groupe se rebaptise Tribulation, d'après une chanson de Possessed. En mars 1988, Pyretic Convulsions a été la démo suivante. La même année, un split Is This Heavy or What? est publié avec Atrocity, Damien et Gravity. La démo Void of Compassion suit. De plus, le groupe est apparu avec la chanson Bellicose Nations sur la compilation Hard-Core for the Masses - The Core of Sweden. Une autre démo, Posers in Love, enregistrée aux Musikstugan Studios, est sortie en décembre 1990 et est suivie de concerts avec Napalm Death, Mucky Pup, Carcass et Entombed. En 1991, le premier album Clown of Thorns est publié par Black Mark Production. La version vinyle de l'album contenait également la chanson bonus. En 1993, Neuman est remplacé par Daniel Sören de Harvey Wallhanger ; en outre, la démo suivante est publiée, suivie en 1994 par l'EP Spicy, avant que le groupe ne « s'autodate » la même année et ne devienne le groupe de punk rock Puffball.

## Style musical
Metalion a vu dans Infernal Return de légères similitudes avec Bathory, que tous les membres du groupe considéraient comme le meilleur groupe suédois avec Mefisto. De plus, la musique serait inspirée d'Exodus et de Possessed. 
Robert Müller du Metal Hammer a qualifié Clown of Thorns de « frontière entre le hardcore et le thrash », où le chant tombe presque dans le sprechgesang. Les chansons sont qualifiées d'originales, surtout dans la première moitié de l'album. Dans sa critique de Clown of Thorns pour le Rock Hard, Frank Albrecht a qualifié l'œuvre de « matière absolument indigeste ». Il s'agirait d'un « mélange détonnant de punk (country), de punk hardcore, de psychédélisme et de metal ». Daniel Ekeroth a qualifié le style des débuts de thrash metal étrange qui s'est graduellement transformé en rock expérimental étrange. Le changement de style s'est produit lorsque le death metal a pris de l'importance dans la scène. Ekeroth considère que les premières œuvres sont nettement meilleures que les enregistrements ultérieurs.

## Discographie

### Pentagram
- 1986 : Infernal Return (démo, auto-publié)
- 1987 : Pentagram (démo, auto-publié)

### Tribulation
- 1986 : Is This Heavy or What? (split avec Atrocity, Damien und Gravity, Is This Heavy or What?)
- 1988 : Pyretic Convulsions (démo, auto-publié)
- 1988 : Bellicose Nations sur Hard-Core for the Masses – The Core of Sweden (compilation, Uproar Records)
- 1989 : Void of Compassion (démo, auto-publié)
- 1990 : Posers in Love (démo, auto-publié)
- 1991 : Clown of Thorns (album, Black Mark Production)
- 1993 : Oil Up the Stud (démo, auto-publié)
- 1994 : Spicy (EP, Burning Heart)